# Championnat de France de football de deuxième division 2001-2002
Navigation
Division 2 2000-2001 Ligue 2 2002-2003
Cette page résume les résultats de la saison du Championnat de France de football Division 2 2001-2002. L'AC Ajaccio remporte le titre de champion pour la deuxième fois après 1967.
L'antichambre de l'élite sera rebaptisée Ligue 2 la saison suivante.

## Les 20 clubs participants
- AC Ajaccio
- Amiens SC
- AS Beauvais
- SM Caen
- LB Châteauroux
- US Créteil
- Grenoble Foot
- FC Gueugnon
- FC Istres
- Stade lavallois
- Le Havre AC
- Le Mans UC
- FC Martigues
- AS Nancy-Lorraine
- OGC Nice
- Nîmes Olympique
- Chamois niortais FC
- AS Saint-Étienne
- RC Strasbourg
- ES Wasquehal

## Les évènements de la saison
- 28 juillet 2001 : l'AC Ajaccio bat l'AS Nancy-Lorraine en ouverture du championnat (4-2) et démarre son aventure.
- 23 février 2002 : Dans les quatre premiers depuis la quatrième journée et sérieux prétendant à la montée en Ligue 1, l'AS Beauvais Oise commence une série négative après une défaite contre l'ASNL, qui donne tout dans un match en hommage à leur gardien de but décédé Philippe Schuth. Finalement, l'ASBO "outsider surprise à la promotion" s'écroule durant les matchs suivants et finit lors de la 38e journée à la septième place.
- 14 avril 2002 : l'AC Ajaccio est sacré champion à deux journées de la fin.
- 3 mai 2002 : fin du championnat, les ajacciens perdent pour leur dernier match. Ils seront accompagnés par le RC Strasbourg, l'OGC Nice et Le Havre AC.
- Les trophées UNFP de la saison récompensent Jacky Bonnevay (AS Beauvais Oise) en tant que meilleur entraineur, Alain Caveglia (Le Havre AC) en tant que meilleur joueur de champ et Stéphane Trévisan (AC Ajaccio) en tant que meilleur gardien.
- Bien qu'habitué à jouer les premiers rôles avec plusieurs équipes en Ligue 1, le titre de champion de Ligue 2 sera le premier trophée en tant qu'entraineur pour Rolland Courbis.

## Classement
Victoire à 3 points.
| Rang | Équipe                     | Pts | J  | G  | N  | P  | Bp | Bc | Diff |
| ---- | -------------------------- | --- | -- | -- | -- | -- | -- | -- | ---- |
| 1    | AC Ajaccio                 | 72  | 38 | 20 | 12 | 6  | 47 | 25 | +22  |
| 2    | RC Strasbourg R            | 68  | 38 | 19 | 11 | 8  | 47 | 27 | +20  |
| 3    | OGC Nice                   | 66  | 38 | 20 | 6  | 12 | 56 | 40 | +16  |
| 4    | Le Havre AC                | 65  | 38 | 17 | 14 | 7  | 56 | 32 | +24  |
| 5    | Le Mans UC                 | 58  | 38 | 16 | 10 | 12 | 48 | 41 | +7   |
| 6    | SM Caen                    | 58  | 38 | 16 | 10 | 12 | 59 | 55 | +4   |
| 7    | AS Beauvais                | 57  | 38 | 13 | 18 | 7  | 37 | 25 | +12  |
| 8    | LB Châteauroux             | 53  | 38 | 15 | 8  | 15 | 41 | 42 | -1   |
| 9    | AS Nancy-Lorraine          | 51  | 38 | 12 | 15 | 11 | 42 | 38 | +4   |
| 10   | Stade lavallois            | 50  | 38 | 14 | 8  | 16 | 50 | 56 | -6   |
| 11   | Chamois niortais FC        | 48  | 38 | 11 | 15 | 12 | 40 | 39 | +1   |
| 12   | Amiens SC P                | 47  | 38 | 11 | 14 | 13 | 46 | 50 | -4   |
| 13   | AS Saint-Étienne R         | 46  | 38 | 11 | 13 | 14 | 35 | 42 | -7   |
| 14   | FC Gueugnon                | 44  | 38 | 9  | 17 | 12 | 42 | 49 | -7   |
| 15   | ES Wasquehal               | 43  | 38 | 11 | 10 | 17 | 43 | 55 | -12  |
| 16   | Grenoble Foot P            | 42  | 38 | 10 | 12 | 16 | 38 | 55 | -17  |
| 17   | FC Istres Ville Nouvelle P | 41  | 38 | 8  | 17 | 13 | 34 | 43 | -9   |
| 18   | US Créteil                 | 41  | 38 | 9  | 14 | 15 | 35 | 46 | -11  |
| 19   | Nîmes Olympique            | 32  | 38 | 5  | 17 | 16 | 33 | 48 | -15  |
| 20   | FC Martigues               | 32  | 38 | 7  | 11 | 20 | 32 | 53 | -21  |

Promotions et relégations
- Promotion en Ligue 1 2002-2003
- Relégation en National 2002-2003

Abréviations
- P : Promu de National 2000-2001
- R : Relégué de Division 1 2000-2001

- Quatre équipes montent en Ligue 1 et deux descendent en National à la suite du passage de la Ligue 1 de 18 à 20 clubs.

### Buteurs
| Place | Joueur             | Nationalité   | Club                             | Buts |
| ----- | ------------------ | ------------- | -------------------------------- | ---- |
| 1     | Hamed Diallo       | Côte d'Ivoire | Amiens SC                        | 19   |
| 2     | Guilherme Mauricio | France        | Stade lavallois                  | 17   |
| 3     | Nassim Akrour      | Algérie       | FC Istres Ville Nouvelle         | 16   |
| -     | Christophe Meslin  | France        | OGC Nice Côte d'Azur             | 16   |
| 5     | Xavier Gravelaine  | France        | SM Caen Calvados Basse-Normandie | 15   |
| -     | Danijel Ljuboja    | Serbie        | RC Strasbourg                    | 15   |
| 7     | Lilian Compan      | France        | LB Châteauroux                   | 14   |
| -     | Alain Caveglia     | France        | Le Havre AC                      | 14   |
| 9     | Cyrille Watier     | France        | SM Caen Calvados Basse-Normandie | 13   |
| 10    | Daniel Cousin      | Gabon         | Le Mans UC 72                    | 12   |

## Les champions de France de division 2
| Joueur                | Nationalité   | Poste             | Matchs joués | Buts |
| --------------------- | ------------- | ----------------- | ------------ | ---- |
| Rolland Courbis       | France        | entraîneur        | 38           | -    |
| Stéphane Trévisan     | France        | Gardien de but    | 37           | 0    |
| Xavier Bécas          | France        | Attaquant         | 36           | 8    |
| Cyril Granon          | France        | Milieu de terrain | 36           | 5    |
| Martial Robin         | France        | Défenseur         | 35           | 1    |
| Emerick Darbelet      | France        | Milieu de terrain | 33           | 8    |
| Samba N'Diaye         | Sénégal       | Attaquant         | 33           | 5    |
| Sébastien Squillaci   | France        | Défenseur         | 33           | 5    |
| David Terrier         | France        | Défenseur         | 30           | 1    |
| Samassi Abou          | Côte d'Ivoire | Attaquant         | 29           | 3    |
| Anthony Garcia        | France        | Milieu de terrain | 29           | 3    |
| Fabrice Levrat        | France        | Milieu de terrain | 27           | 2    |
| David Jaureguiberry   | France        | Défenseur         | 26           | 0    |
| Eric Colling          | France        | Défenseur         | 24           | 1    |
| Grégory Ursule        | France        | Milieu de terrain | 18           | 0    |
| Nicolas Sahnoun       | France        | Milieu de terrain | 16           | 1    |
| Oualid Regragui       | Maroc         | Milieu de terrain | 16           | 0    |
| Renaud Connen         | France        | Milieu de terrain | 15           | 1    |
| Stéphane Maurel       | France        | Défenseur         | 15           | 0    |
| José Júnior           | Brésil        | Attaquant         | 9            | 2    |
| Romain Angeletti      | France        | Attaquant         | 8            | 0    |
| David Faderne         | France        | Attaquant         | 7            | 1    |
| Nicolas Baudoin       | France        | Défenseur         | 7            | 0    |
| Christophe Destruhaut | France        | Défenseur         | 6            | 0    |
| Yannick Achard        | France        | Milieu de terrain | 4            | 0    |
| Michel Bassolé        | Côte d'Ivoire | Attaquant         | 1            | 0    |
| Patrice Luzi          | France        | Gardien de but    | 1            | 0    |